# راسل رومان
راسل رومان (بالإنجليزية: Russel Roman)‏ هو منافس ألعاب قوى بالاوي، ولد في 1975.

## وصلات خارجية
- راسل رومان على موقع الاتحاد الدولي لألعاب القوى (الإنجليزية)
- راسل رومان على موقع أوليمبيديا (الإنجليزية)